# Corymica latimarginata
Corymica latimarginata là một loài bướm đêm trong họ Geometridae.